# Минарет
Минарет или мунара (арап. manāra – светионик, тур. minare) је дистинктивно обележје исламске архитектуре. Минарети су обично високе куле са куполама на врху. Могу стајати посебно или уз џамију и најчешће су изразито виши од ње.

## Историја и развој
У неким старијим џамијама, као што је Велика Џамија у Дамаску, минарети су у почетку служили као осматрачнице осветљаване бакљама (нар на арапском значи „светлост“ одакле је и потекла реч минарет). У блиској историји, главна улога минарета је била да обезбеди повољно место са којег би мујезин позивао на молитву. Данас се на молитву позива преко озвучења, углавном у самој џамији. На тај начин данас минарети имају традиционалну и декоративну улогу.
Најстарији минарет на свету био је изграђен уз мошеју Омејида у Дамаску (поч. VIII века). 
Највећи минарет на свету који има 210 метара налази се у џамији Хасан II у Казабланци у Мароку, док је највећи минарет од цигала у Делхију, Индија. Тренутно се граде два минарета у Техерану, а планирана висина је 230 метара.

## Конструкција
Минарети се најчешће састоје од три дела:
Основе
Обично се копа дубок темељ а од материјала се користи шљунак. Постоје минарети и без основе али је ово ретка појава.
Куле
Високе куле су коничне, цилиндричне или полигоналне; степенице круже око минарета у смеру супротном од смера кретања казаљке на часовницима, пружајући додатну потпору за најиздуженије куле. 
Галерије
У горњем делу минарета налази се балкон одакле се позива на молитву. Прекривен је стрехом налик на кров и украшен је резним орнаментима, као што су цигла, цреп, лукови или натписи.

## Локални стилови
Постоје разни стилови у зависности од области и временске епохе. Ово су неки од стилова и области одакле потичу остали стилови:
Египат (VII век) / Сирија (до XII века)Ниске четвртасте куле смештене на сва четири угла џамије.
ИракСамосталан конични минарет окружен спиралним степеништем.
Египат (XV век)Октагонални. Два балкона, горњи мањи од доњег.
Персија (XVII век)Два пара танких кула са обе стране уласка у џамију које се завршавају прекривеним балконима украшеним плавим цреповима.